# 唐橋重政

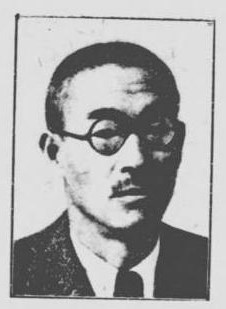
唐橋重政

唐橋 重政（からはし しげまさ、1894年（明治27年）12月18日 - 1976年（昭和51年）1月18日）は、大正から昭和期の農業経営者、政治家。衆議院議員、福島県耶麻郡山都町長。俳号・藻人。

## 経歴
福島県耶麻郡朝倉村（山都町を経て現：喜多方市）で、林業家・政治家、唐橋左源次の二男として生まれる。1905年（明治38年）家督を相続。1912年（大正元年）福島県立蚕業学校（現：福島県立福島明成高等学校）を卒業した。
農業を営む。日本正準製糸常務、福島県養蚕業組合連合会副会長、全国養蚕業組合連合会議員などを務めた。
政界では、組合村長、耶麻郡町村長会長、福島県町村会長、福島県会議員、同参事会員、大政翼賛会福島県支部常務委員などを務めた。1942年（昭和17年）4月、第21回衆議院議員総選挙に翼賛政治体制協議会の推薦を受け福島県第2区から出馬して当選し、戦後、日本自由党に所属して衆議院議員に1期在任した。この間、農林省委員、翼政会政調農林・内務兼務委員などを務めた。その後、公職追放となった。
追放解除後、福島県第2区から第25回、第26回総選挙に立候補したがいずれも落選した。その後、山都町長などを務めた。